# Arxiu Nacional de la Memòria
L'Arxiu Nacional de la Memòria va ser creat el 2003 a Buenos Aires amb la finalitat d'obtenir, analitzar i preservar informació, testimonis i documents sobre la violació dels drets humans i les llibertats fonamentals sota la responsabilitat de l'Estat argentí. Des del 2007, l'ANM està ubicat al "Espacio para la Memoria, Promoción y Defensa de los Derechos Humanos", a l'antic edifici de la "Escuela de Mecánica de la Armada" (ESMA), centre de detenció i tortura durant la dictadura militar argentina. L'ANM, a més de comptar amb un essencial fons arxivístic per documentar el terrorisme d'Estat a l'Argentina, ha impulsat la "Red Federal de Sitios de Memoria": la identificació i senyalització d'aquells espais que funcionaren com a Centres Clandestins de Detenció (CCD), una xarxa de gairebé 500 espais que s'estén per tot el país.
L'any 1976, el general Jorge Rafael Videla es feu amb el govern del país. Més endavant, seria substituït, de forma respectiva, pels generals Viola, Galtieri i Bignone. Aquests generals instauraren una dictadura militar caracteritzada per l'extermini de les guerrilles revolucionàries i per la "desaparició" de milers de ciutadans, que no acabaria fins l'obertura democràtica de 1984. Durant aquests anys, la Junta Militar va instituir el terrorisme d'Estat com a mecanisme general i sistemàtic de repressió social. Els familiars de les víctimes i les organitzacions de drets humans continuen treballant perquè siguin jutjats els responsables d'aquests crims de lesa humanitat per tal d'enfortir la cultura democràtica del país.